# Hanekasa Fossae
Le Hanekasa Fossae sono una struttura geologica della superficie di Venere.